# Kasterer Mühle

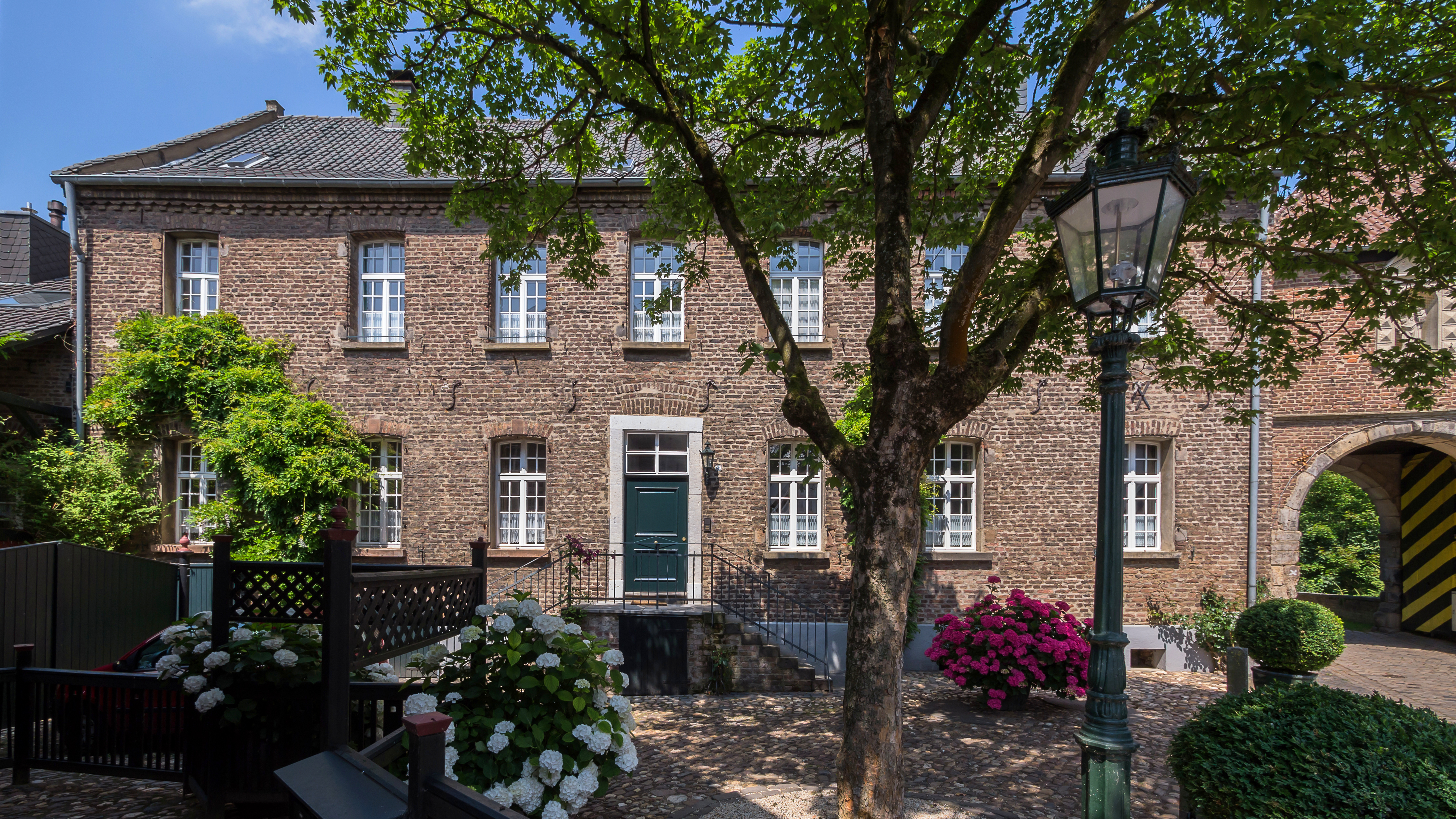
Kasterer Mühle

Die Kasterer Mühle ist eine ehemalige Wassermühle im Ortsteil Kaster der Stadt Bedburg im Rhein-Erft-Kreis in Nordrhein-Westfalen. Sie liegt an der Kasterer Mühlenerft, einem Altarm der regulierten Erft.

## Geschichte
Erste Hinweise auf eine Mühle in Kaster sind aus dem Jahre 1250 überliefert, nämlich der Name Conrad eines Müllers aus Kaster. Vermutlich ist die Mühle eines der ältesten Gebäude in Kaster, abgesehen von der Burg.
Erstmals erwähnt wurde die Mühle bei einer Neuverpachtung im Jahre 1384 als Herzoglich Jülichsche Kameralmühle. Diese mahlte sowohl Getreide als auch Ölsaat und war damit eine sogenannte Doppelmühle. Sie befand sich im Besitz des Herzogs von Jülich.
Ein damals verhängter Mühlenbann verpflichtete die in den Orten Kaster, Omagen, Hohenholz, Morken, Harff, Kirchherten, Grottenherten, Pütz und in Teilen von Kleintroisdorf und Kirchtroisdorf wohnenden Bauern, in der Kasterer Mühle zu mahlen.
Im Zeitraum von 1534 bis 1539 wurden pro Arbeitstag rund vier Tonnen gemahlen. Das Mahlgut wurde zum Teil exportiert.
1547 ersetzte ein aus rund 136.000 Ziegelsteinen errichteter Neubau das alte Fachwerkgebäude der Getreidemühle. Nachdem ein Brand im Jahre 1626 das Gebäude völlig zerstört hatte, erteilte Herzog Wolfgang Wilhelm von Pfalz-Neuburg dem Baumeister Adolf vom Kamp den Auftrag, die Mühle zusätzlich mit dem bis heute erhaltenen Mühlenhaus neu zu errichten. Eine 1871 installierte Turbine ersetzte die drei großen Wasserräder.
1961 wurde die Mühle stillgelegt. 1966 verkaufte der letzte Besitzer, Adam Offergeld, die Anlage an Rheinbraun, die das denkmalgeschützte Bauwerk abreißen ließ. Das Mühlenhaus blieb erhalten und wurde 1980 im Zuge einer Sanierung und Restaurierung zu einer Wohnanlage umgebaut.

## Beschreibung
Das zweigeschossige Backsteinwohnhaus schließt auf der alten Stadtmauer an das nördliche Stadttor an. Es ist hofseitig siebenachsig und zur Erft hin sechsachsig angelegt und besitzt Öffnungen im Mühlenteil. Dem alten Mauerverlauf folgend wurden Mauerreste in das Gebäude integriert. Den rechteckigen Hof begrenzen Backsteinwirtschaftsgebäude, von denen zwei inschriftlich datiert sind. Der lang gestreckte Gebäudetrakt an der Mühlenstraße stammt von 1865. Ein Wirtschaftsgebäude in der Verlängerung des Wohnhauses mit rundbogigen Fenstern und Einfahrten datiert von 1859. Zur Straße hin schließt ein Gebäudetrakt mit großer Tordurchfahrt die Anlage ab.
Im Untergeschoss des Gebäudes ist als einzige technische Ausstattung der alten Mühle der Antriebsmechanismus erhalten geblieben.

## Denkmalschutz
Die Kasterer Mühle ist unter der Nummer 6 in der Liste der Baudenkmäler in Bedburg verzeichnet.